# Elaphria georgei
Elaphria georgei là một loài bướm đêm trong họ Noctuidae.